# Matilda av Quedlinburg
Matilda I av Quedlinburg, född 955, död 999, var en regerande furstlig abbedissa av den självständiga klosterstaten Quedlinburgs stift och som sådan monark med säte i det Tysk-romerska rikets riksdag. Hon var dotter till Otto I (tysk-romersk kejsare) och Adelaide av Italien. 